# جورجيو فورلان
جورجيو فورلان (بالإيطالية: Giorgio Furlan)‏ مواليد 09 مارس 1966 في تريفيزو، هو دراج إيطالي سابق في صنف سباق الدراجات على الطريق.

## سباقات أو مراحل فاز بها
- طواف سويسرا
- طواف إيطاليا

## روابط خارجية
- جورجيو فورلان على موقع أرشيف الدراجات (الإنجليزية)
- جورجيو فورلان على موقع إحصائيات الدراجات الإحترافية (الإنجليزية)
- جورجيو فورلان على موقع CycleBase (الإنجليزية)
- Palmarès by cyclingwebsite.net (بالفرنسية)